# Canale di Bashi

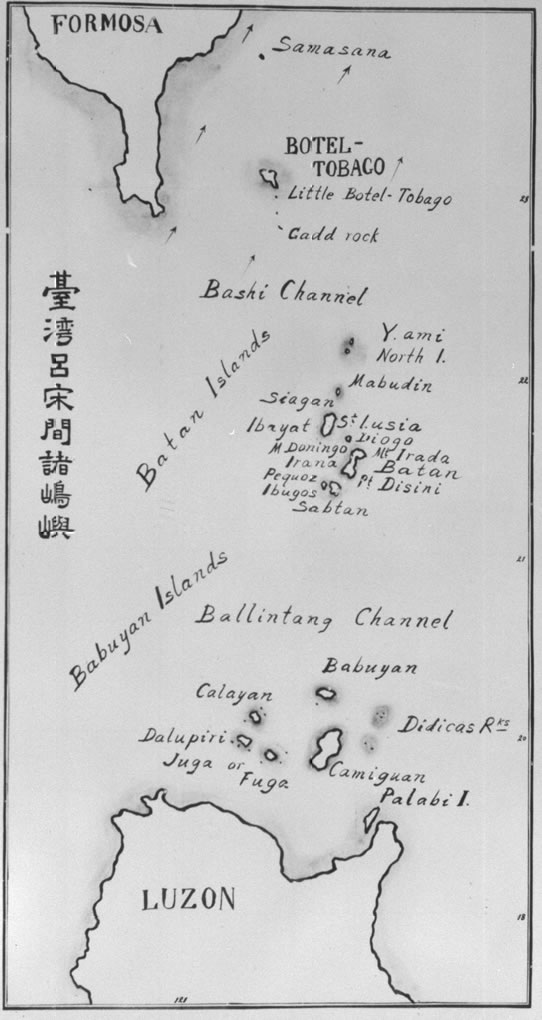
Il Canale di Bashi si trova a nord del Canal Stretto di Luzon.

Il canale di Bashi (cinese semplificato: 巴士海峡, cinese tradizionale: 巴士海峽; Pinyin: Bāshì hǎixiá) è un corso d'acqua tra l'isola di Y'Ami, appartenente alle Filippine e all'isola Orchidea di Taiwan. Fa parte dello Stretto di Luzon, nell'Oceano Pacifico ed è caratterizzato da tempeste durante la stagione delle piogge da giugno a dicembre. 
Il canale di Bashi è un passaggio importante per le operazioni militari. Taiwan e le Filippine hanno una disputa riguardante la sovranità delle acque, perché entrambe le parti affermano che questa zona è inferiore a 200 miglia nautiche dalla loro costa. Il canale dimostra anche essenziale per le reti di comunicazione poiché molti cavi subacquei portano dati digitali e telefonici tra i paesi asiatici, rendendolo uno dei punti principali del potenziale fallimento di Internet. Nel dicembre 2006, un terremoto marino di magnitudo 6.7 ha danneggiato diversi cavi sottomarini che causano un significativo grado di reti di dati di comunicazione che duravano diverse settimane.